# 老女 (ラ・ヴェッキア)
『老女 (ラ・ヴェッキア)』（ろうじょ ラ ヴェッキア、伊: La Vecchia、英: The Old Woman）は、イタリア盛期ルネサンスのヴェネツィア派の巨匠ジョルジョーネが1506-1508年ごろ、キャンバス上に油彩で制作した絵画である。本来、名高い『テンペスタ』 (ヴェネツィア・アカデミア美術館) など他のジョルジョーネの真筆作品とともに少なくとも1601年までヴェンドラミン家に所蔵されていたが、1856年にマンフリンのコレクションが購入されて以来、ヴェネツィアのアカデミア美術館に収蔵されている。作品は、現在も本来の額縁に収められたまま展示されている。

## 作品

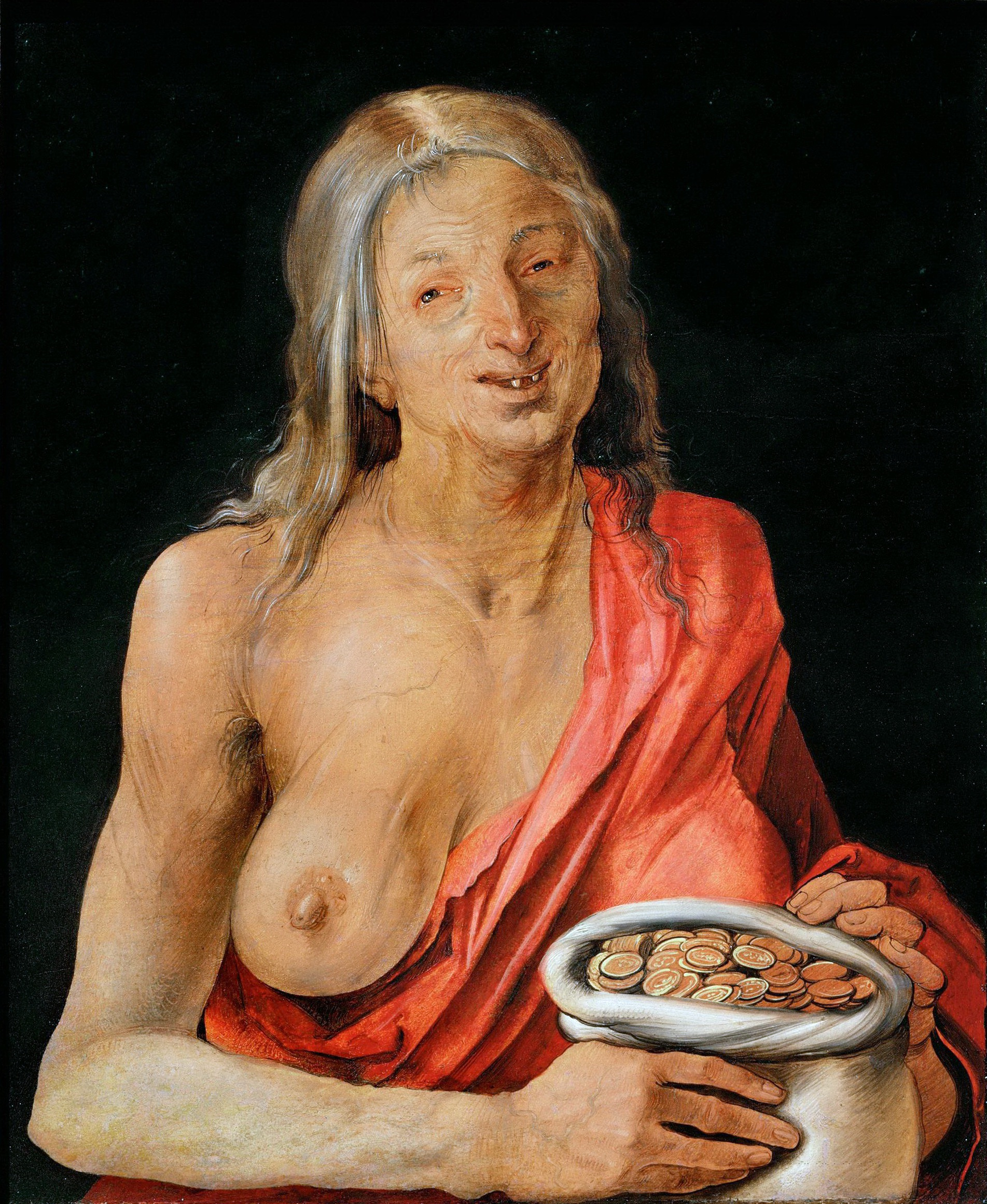
アルブレヒト・デューラー『貪欲』 (1507年)、 美術史美術館、ウィーン

この驚くべき写実的な老婆の肖像は、ジョルジョーネの従来の瞑想的で理想化された人物のイメージと比べて明らかに異質であり、画家の晩年の新たな展開を示すものとして注目される。彼女の顔は年齢で老け込み、深い皴を表し、歯が曲がっているか抜け落ちている。同時代のヴェネツィアの美術と比較すれば、このような主題を扱うことは革新的であること疑いえない。おそらく、ジョルジョーネがレオナルド・ダ・ヴィンチを研究した成果であり、この老女とレオナルドの『最後の晩餐』の聖フィリポの間には類似が認められる。
同時に、ここには何らかの北方ヨーロッパ的なリアリズムの影響が想定される。実際、本作をアルブレヒト・デューラーの1507年の作品『貪欲』 (美術史美術館、ウィーン)  と結び付ける研究者もいる。『貪欲』は、デューラーの2度目のヴェネツィア旅行の際に制作された。もしデューラーの作品が本作の原型であるなら、この作品の制作年は1508年とされなければならない。
この作品は老年と時間の経過に関する寓意で、欄干の後ろにいる女性が4分の3の身体像として表されている。ごく質素な身なりの老婆は身体をゆっくりと回転させており、彼女の口はおそらく手の中の巻物にある「COL TEMPO」(時とともに) という言葉を発するために開いている。
この作品には想像される女性モデルと画家との間の並々ならぬ深い絆と情愛、そして深い悲観主義が感じられる。1569年のヴェンドラミン家の目録は、絵画は「ジョルジョーネ (制作) による、ジョルジョーネの母」と記述している。私生児であったと推測される画家は、変貌した母の像を克明に描きながら、「時とともに」という当時のソネット等に用いられた常套句を添えて、時の儚さと人生の無常を寓意的に表現しているのであろう。上記の目録によれば、この作品には「カバー」(あるいはカバー代わりの絵画) が付けられており、それには男性の肖像が描かれていた。2つの肖像を組み合わせてみれば、そこには単なる「ヴァニタス」以上の隠された意味があるのかもしれない。
なお、ミケランジェロはヴェネツィアに旅行した際、本作を見た可能性があり、彼」の『システィーナ礼拝堂天井画』 (ヴァチカン宮殿) のシビュラに影響を与えた可能性がある。